# Kim Young-ran
Kim Young-ran (kor. 김영란 ;ur. 5 marca 1981) – południowokoreańska judoczka. Olimpijka z Pekinu 2008, gdzie zajęła dziewiąte miejsce w wadze ekstralekkiej.
Piąta na mistrzostwach świata w 2001 i 2007. Wicemistrzyni igrzysk azjatyckich w 2002 i 2006. Druga na igrzyskach Azji Wschodniej w 2001. Zdobyła trzy medale na mistrzostwach Azji w latach 2003–2007 roku.

## Letnie Igrzyska Olimpijskie 2008
| Konkurencja | Rundy eliminacyjne        | Rundy eliminacyjne              | Runda finałowa           | Klas. końcowa |
| Konkurencja | Przeciwnik I              | Przeciwnik II                   | Repasaże                 | Miejsce       |
| ----------- | ------------------------- | ------------------------------- | ------------------------ | ------------- |
| 48 kg       | Ludmyła Łusnikowa (UKR) Z | Alina Alexandra Dumitru (ROU) P | Éva Csernoviczki (HUN) P | 9.            |